# Michel Strogoff
Pour les articles homonymes, voir Michel Strogoff (homonymie).
Michel Strogoff est un roman d'aventures historique de Jules Verne, paru en 1876.

## Historique
Initialement intitulé Le Courrier du tsar, le roman doit son titre français définitif au prince Orloff qui le conseilla à Pierre-Jules Hetzel et Jules Verne qu'il avait invités chez lui le 23 novembre 1875. L'œuvre paraît d'abord en feuilleton dans la revue Magasin d'éducation et de récréation du 1er janvier 1876 au 15 décembre 1876, avant d'être publiée en volume la même année chez Hetzel. Pour l'élaboration de ce roman, Jules Verne a reçu des conseils de l'écrivain russe Ivan Tourgueniev, dont Pierre-Jules Hetzel était également l'éditeur. Le livre a été rédigé à peu près à la même période où Hetzel écrivait Maroussia (1878).

## Résumé

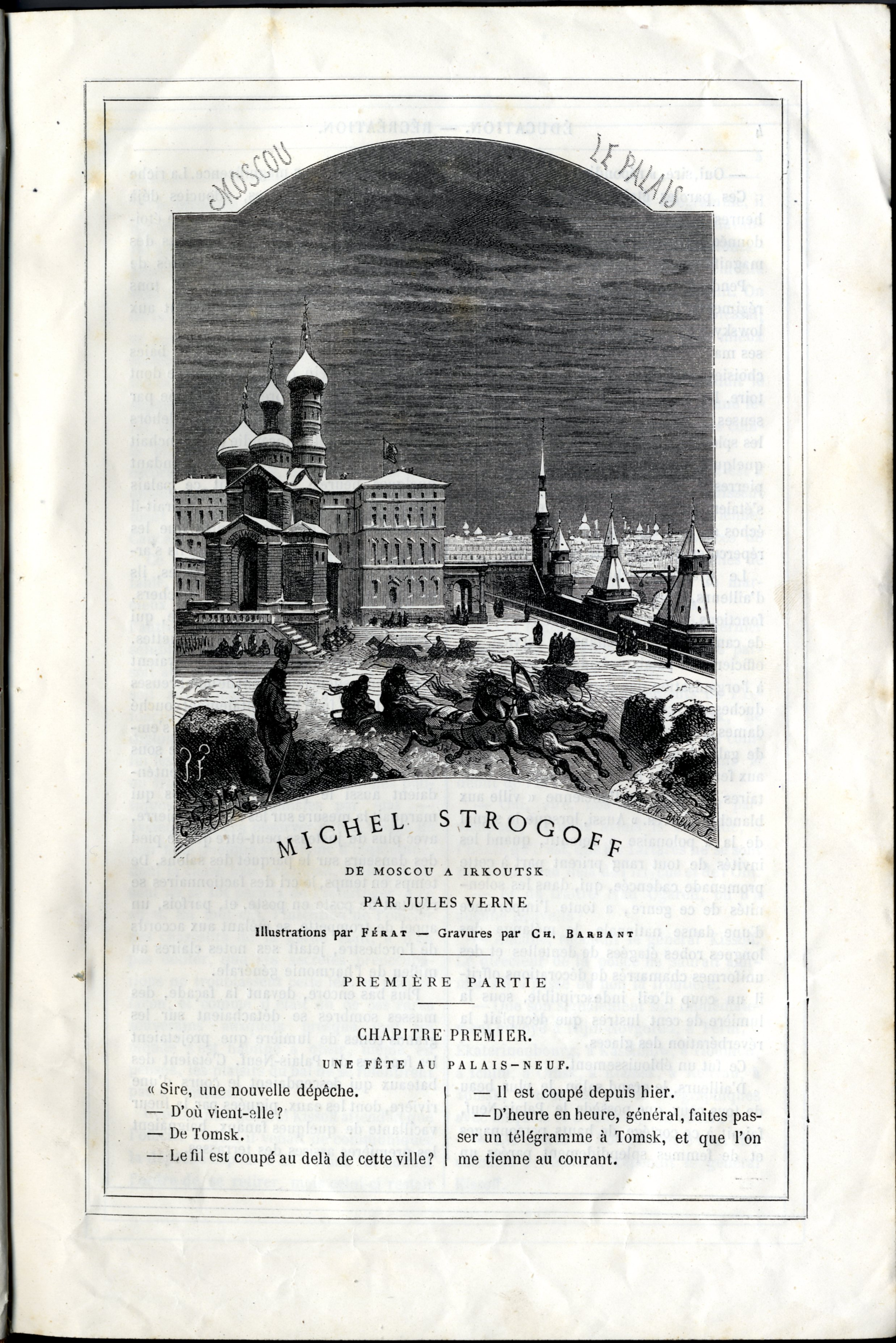
Page intérieure de la revue le Magasin d’Éducation et de Récréation, relative à l'édition originale de Michel Strogoff.

Le roman relate le périple de Michel Strogoff, courrier du tsar de Russie Alexandre II, de Moscou à Irkoutsk, capitale de la Sibérie orientale. Sa mission est d'avertir le frère du tsar, resté sans nouvelles de Moscou, de l'arrivée des hordes tartares de Féofar Kahn, guidées par le traître Ivan Ogareff pour conquérir la Sibérie. 
Les voyageurs mettent en général cinq semaines pour aller de Moscou à Irkoutsk tandis que les courriers du tsar n'ont besoin que de dix-huit jours à peine pour parcourir la distance de cinq mille deux cents verstes (5 523 kilomètres). Michel Strogoff aura besoin de trois mois, à cause de toutes les épreuves qu'il doit surmonter. 
Il se fera bien entendu poursuivre par des ennemis, trahir par un soldat, attaquer par des loups, par un ours, capturer, brûler les yeux, ce qui le rendra aveugle… Sur cette route pleine d'obstacles, il croise les journalistes européens Harry Blount et Alcide Jolivet et la belle Nadia Fedor, qui devient son amie et le suit tout au long de son aventure. Ils se font passer pour frère et sœur.

## Liste de quelques personnages
- Michel Strogoff, connu sous le pseudonyme de Nicolas Korpanoff lorsqu'il est en mission, courrier du tsar avec le grade de capitaine
- Marfa Strogoff, la mère de Michel
- Pierre Strogoff, le père de Michel (décédé)
- Nadia Fédor, compagne de voyage et future épouse de Michel Strogoff
- Mme Fédor, mère de Nadia (décédée)
- Wassili Fédor, père de Nadia, exilé à Irkoutsk
- Harry Blount, journaliste anglais pour le Daily Telegraph
- Alcide Jolivet, journaliste français correspondant pour sa cousine, Madeleine (Il utilise l'appellation de « cousine Madeleine » pour ne pas dévoiler le nom de l'agence de presse avec laquelle il correspond)
- Féofar-Khan, chef tatar qui envahit la Sibérie
- Ivan Ogareff, traître russe soutenant Féofar-Khan et occupant le poste de général chez les Tatars (Tartares chez Verne)
- Sangarre, bohémienne et admiratrice d'Ivan Ogareff
- Le tsar, souverain de l'empire russe
- Le grand-duc, frère du tsar et gouverneur d'Irkoutsk
- Nicolas Pigassof, ami de voyage de Strogoff
- Serko, chien de Nicolas Pigassof
- Les Tatars (Tartares)
- Général Kissoff, chef de la Police de l'empire
- Général Kisselef
- Général Voranzoff.

## Adaptations

### Au théâtre
Jules Verne monta avec Adolphe d'Ennery une version pour la scène représentée en 1880.

### Théâtre musical
Michel Strogoff (1964), opérette de Jack Ledru.

### Au cinéma
Films muets
- 1908 : Michael Strogoff, film américain réalisé par Gilbert-Max Anderson, production Essanay Film
- 1910 : Michael Strogoff, film américain réalisé par J. Searle Dawley, production Edison Mfg.co
- 1914 : Michael Strogoff, film américain réalisé par Lloyd B. Carleton, avec Jacob P. Adler, production Lubin, Popular Plays and Players
- 1926 : Michel Strogoff, film franco-allemand réalisé par Victor Tourjansky, production Ciné-France, Deulig Europa Pruduktion, Films de France

Films parlants
- 1936 : Michel Strogoff, film français réalisé par Jacques de Baroncelli et Richard Eichberg, avec notamment Anton Walbrook, Colette Darfeuil, Armand Bernard et Charles Vanel, production Joseph N. Ermolieff
- 1937 : Michel Strogoff (The Soldier and the Lady ou Michael Strogoff ou The Adventures of Michael Strogoff ou The Bandit and the Lady), film américain réalisé par George Nichols Jr. et Richard Eichberg (non crédité au générique) ; avec notamment Anton Walbrook, Elizabeth Allan, Margot Grahame et Akim Tamiroff, production RKO Radio Picture, Société Jules-Verne (London Film)
- 1942 : Michel Strogoff, film réalisé par Miguel M. Delgado, production Ermolieff, Cimesa
- 1956 : Michel Strogoff, film franco-italo-yougoslave réalisé par Carmine Gallone, avec Curd Jürgens, Geneviève Page et Sylva Koscina, production Émile Natan, Illiria Film, Les Films modernes, Produzione Gallone, Udruzenje Filmskih Umetnika Srbje (UFUS)
- 1961 : Le Triomphe de Michel Strogoff, film franco-italien réalisé par Victor Tourjansky, avec Curd Jürgens, Capucine et Simone Valère, production Fono Roma, Les Films Modernes
- 1970 : Michel Strogoff (Der Kurier des Zaren), film franco-italien réalisé par Eriprando Visconti, avec John Philip Law, Hiram Keller, Mimsy Farmer et Delia Boccardo - (affiche réalisée par Yves Thos), production Artur Brauner, Nicola Domilia, Alfonso Sansone
- 1999 : Michel Strogoff (Michele Strogoff - il corriere dello zar), film italo-allemand réalisé par Fabrizio Costa, avec Paolo Seganti, Lea Bosco, Esther Schweins, Hardy Krüger Jr. et Daniel Ceccaldi, production Anselmo Parrinello

### À la télévision
- 1955 : Miguel Strogoff, série télévisée brésilienne réalisée par Luiz Gallon, production TV Tupi
- 1975 : Michel Strogoff, mini-série française en 7 épisodes réalisée par Jean-Pierre Decourt, avec Raimund Harmstorf, Lorenza Guerrieri, Rada Rassimov et Pierre Vernier, production Alfred Nathan, RTBF, TF1, Techniso,or, TSR, ZDF

### En dessins animés
- 1998 : La Naissance de Michel Strogoff, réalisé par Jean-Marc Desrosier, production FR3.
- 1998 : Michel Strogoff, série télévisée d'animation en 26 épisodes, réalisée par Bruno-René Huchez et Alexandre Huchez, production IDDH/France 3 (Les Minikeums).
- 2000 : Michel Strogoff, film d'animation français réalisé par Fabrice Ziolkowski, production Films de la Fabrique.
- 2004 : Michel Strogoff, dessin animé réalisé par Alex de Rauz Chen.
- 2004 : Les Aventures extraordinaires de Michel Strogoff, film d'animation français réalisé par Bruno-René Huchez et Alexandre Huchez, avec les voix d'Anthony Delon et Claire Keim, production Rouge citron production, Dargaud Marina.

### En bande dessinée
- Walt Disney, Mickey Strogoff, Hachette, 1973 (ASIN B003X78CKW), adaptation en bande dessinée du roman de Jules Verne, avec les personnages de l'univers Disney.
- Michel Strogoff, scénario et dessins de Ramón De La Fuente, Nathan, collection « Les œuvres célèbres en BD », 1978  (ISBN 84-2010-535-X).

### Suites
- La Petite-Fille de Michel Strogoff d'Octave Béliard, Hachette, 1927.
- Strogoff de Jean-Pierre Otte, Julliard, 2013 (réécriture de la dernière partie du roman de Jules Verne).